# Batumadeg
Batumadeg is een bestuurslaag in het regentschap Klungkung van de provincie Bali, Indonesië. Batumadeg telt 1802 inwoners (volkstelling 2010).